# Club Athlétique Liberté d'Orà
El Club Athlétique Liberté d'Oran o CAL Oran fou un club de futbol algerià de la ciutat d'Orà.
Va ser fundat el 10 de juliol de 1897 amb el nom Club athlétique d'Oran. Als anys vint es fusionà amb el Club liberté d'Oran (creat el 1921). Va ser dissolt el 1962.

## Palmarès
- Lliga d'Orà de futbol:[4]
  - 1958-59

- Copa d'Orà de futbol:[5]
  - 1948-49